# Castelli di sabbia
Castelli di sabbia (The Sandpiper) è un film statunitense del 1965 diretto da Vincente Minnelli.
È un film drammatico a sfondo romantico con protagonisti Elizabeth Taylor, nel ruolo di Laura Reynolds, una pittrice e spirito libero, Richard Burton, nel ruolo di Edward Hewitt, di cui Laura si innamora, e Eva Marie Saint, che interpreta Claire, la moglie di Edward.

## Trama
Laura Taylor è una pittrice anticonformista e vagamente hippy. Vive sola con il figlioletto Danny poiché si è rifiutata di sposarne il padre. Quando il tribunale le impone di affidare il ragazzino a un collegio perché riceva un'istruzione adeguata, Laura allaccia una relazione con il compassato direttore del collegio, un pastore protestante sposato a padre di due gemelli. Lei vive la cosa senza problemi, ma lui si macera per i rimorsi. Tra i due contendenti, logico che a fare le spese della situazione siano i bambini.

## Produzione
Il film, diretto da Vincente Minnelli su una sceneggiatura di Irene Kamp, Louis Kamp, Dalton Trumbo e Michael Wilson con il soggetto di Martin Ransohoff, fu prodotto da Martin Ransohoff per la Metro-Goldwyn-Mayer, Venice Productions e Filmways Pictures e girato nel Big Sur, a Point Lobos e a San Dimas in California e a Parigi da settembre a dicembre del 1964 con un budget stimato in 5.300.000 dollari. È il terzo degli undici film interpretati dalla coppia Elizabeth Taylor - Richard Burton. Per la parte della protagonista era stata inizialmente proposta Kim Novak, che abbandonò il progetto a causa di dissapori con gli sceneggiatori.

## Distribuzione
Il film fu distribuito negli Stati Uniti dal 23 giugno 1965 al cinema dalla Metro-Goldwyn-Mayer. È stato poi pubblicato in DVD negli Stati Uniti dalla Warner Home Video nel 2006.
Alcune delle uscite internazionali sono state:
- in Austria nel settembre del 1965 (Schlösser im Sand)
- in Germania Ovest il 3 settembre 1965 (...die alles begehren)
- in Francia il 24 settembre 1965 (Le chevalier des sables)
- nel Regno Unito il 4 ottobre 1965
- in Finlandia il 29 ottobre 1965 (Kuuma ranta)
- in Svezia il 15 novembre 1965
- in Portogallo il 16 novembre 1965 (Adeus Ilusões)
- in Norvegia il 29 novembre 1965 (Het strand)
- in Danimarca il 28 aprile 1966 (Du skal ikke begære)
- in Turchia il 26 novembre 1967 (Ümitsiz ask)
- in Spagna l'11 aprile 1970 (Castillos en la arena)
- in Argentina (Almas en conflicto)
- in Messico (Almas en conflicto)
- in Ungheria (Út a szeretet felé)
- in Brasile (Adeus às Ilusões)
- in Grecia (Pyrgos stin ammo)
- in Italia (Castelli di sabbia)

## Promozione
Le tagline sono:
- "An Adult Love Story".
- ""You told her about me? How could you tell anyone about me...much less your own wife?"".
- "She gave men a taste of life that made them hunger for more!".
- "It was the right thing. It was the wrong thing. It was the only thing their hearts would allow.".

## Critica
Secondo il Morandini "l'eleganza visiva del regista non basta a riscattare questa melodrammatica storia di un amore impossibile sul tema dell'impegno".

## Riconoscimenti
- Premio Oscar
  - Per la canzone The Shadow of Your Smile [2]